# Bolitoglossa caldwellae
Bolitoglossa caldwellae é uma espécie de anfíbio da família Plethodontidae. Endêmica do Brasil, pode ser encontrada no oeste do estado do Acre, em localidades na bacia do rio Juruá, um afluente do rio Solimões, nos municípios de Porto Walter, Cruzeiro do Sul e Marechal Thaumaturgo.